# Palazzo Chiericati
A Palazzo Chiericati egyike azoknak a Vicenzában álló reneszánsz palotáknak, amelyeket Andrea Palladio tervezett. 1855 óta ad otthont a Museo Civicónak (városi múzeum) és nemrég költözött be a városi művészeti galéria. Mint Palladio más vicenzai épületei, ez is szerepel a világörökség listáján. 
A palazzo építésére a megbízást Girolamo Chiericati adta Palladiónak, aki 1550-ben el is kezdte a munkálatokat, néhány munkafázis Girolamo fia és örököse, Valerio ideje alatt készült el. A palota teljesen 1680 körül lett kész, valószínűleg Carlo Borella fejezte be.
A palotát a korábban piazza dell'Isola (Sziget tér, ma Piazza Matteotti) néven ismert, a Retrone és Bacchiglione patak által körülvett területre építették, amely a fa- és marhapiacnak adott otthont. Hogy megvédje a gyakori árvizektől, Palladio megemelt helyzetűre tervezte. A palotát kétszintes, árkádos loggiasoral vette körül. Egyik újítása volt a homlokzat hármas tagolása, amelyből a középső kissé kiáll, és a felső szinten zárt. A homlokzaton az oszlopok két egymás fölötti sorában alul dór, felül ion oszlopok sorakoznak. A tető vonalát szobrok díszítik.
A Palazzo Chiericati Palladio egyik legérettebb alkotása, amely klasszikus vonalaival és mértani arányaival mintaképül szolgált Inigo Jones angol építésznek, aki megismertette Angliában a palladianizmust.

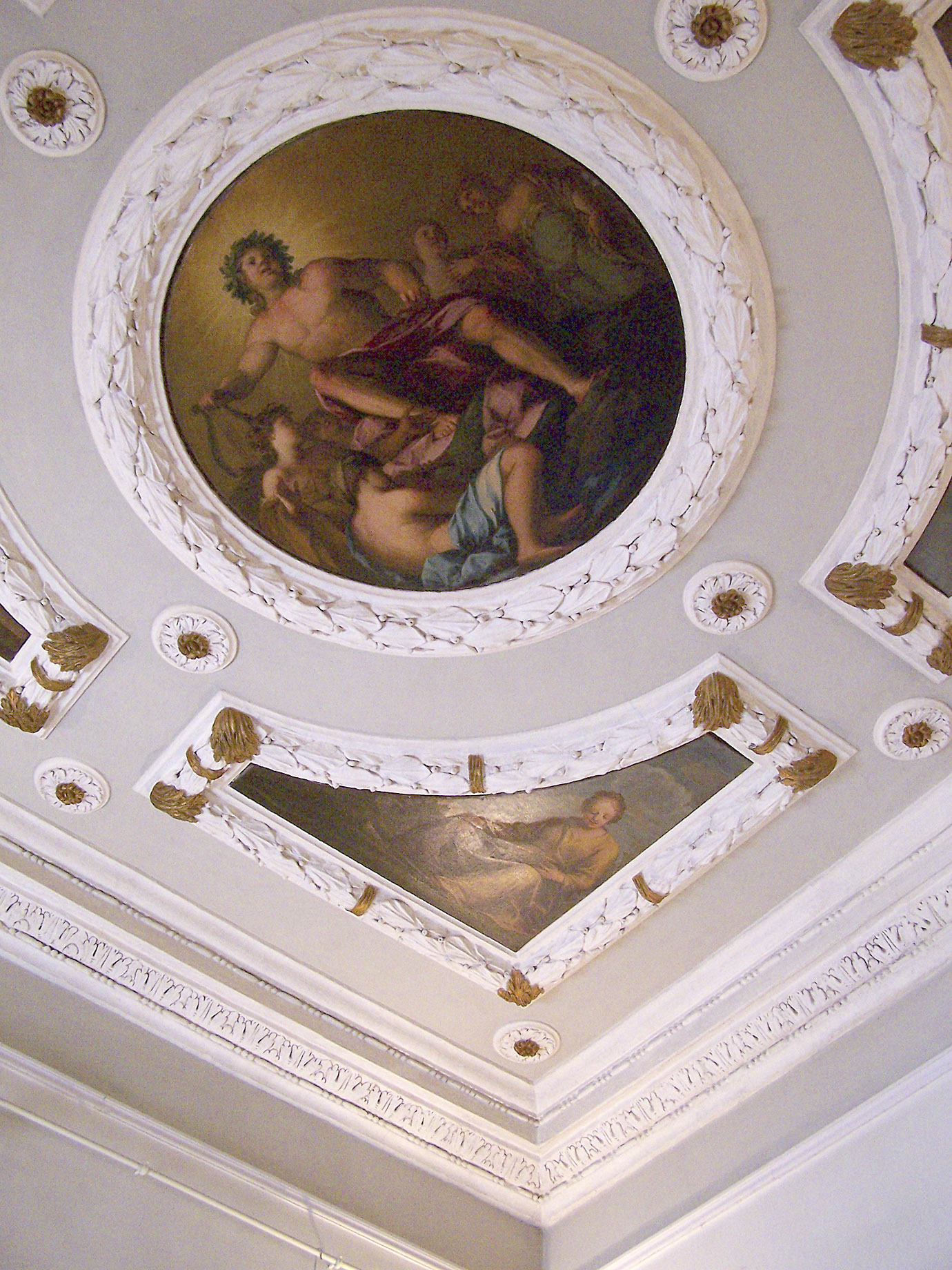
Mennyezetfreskó
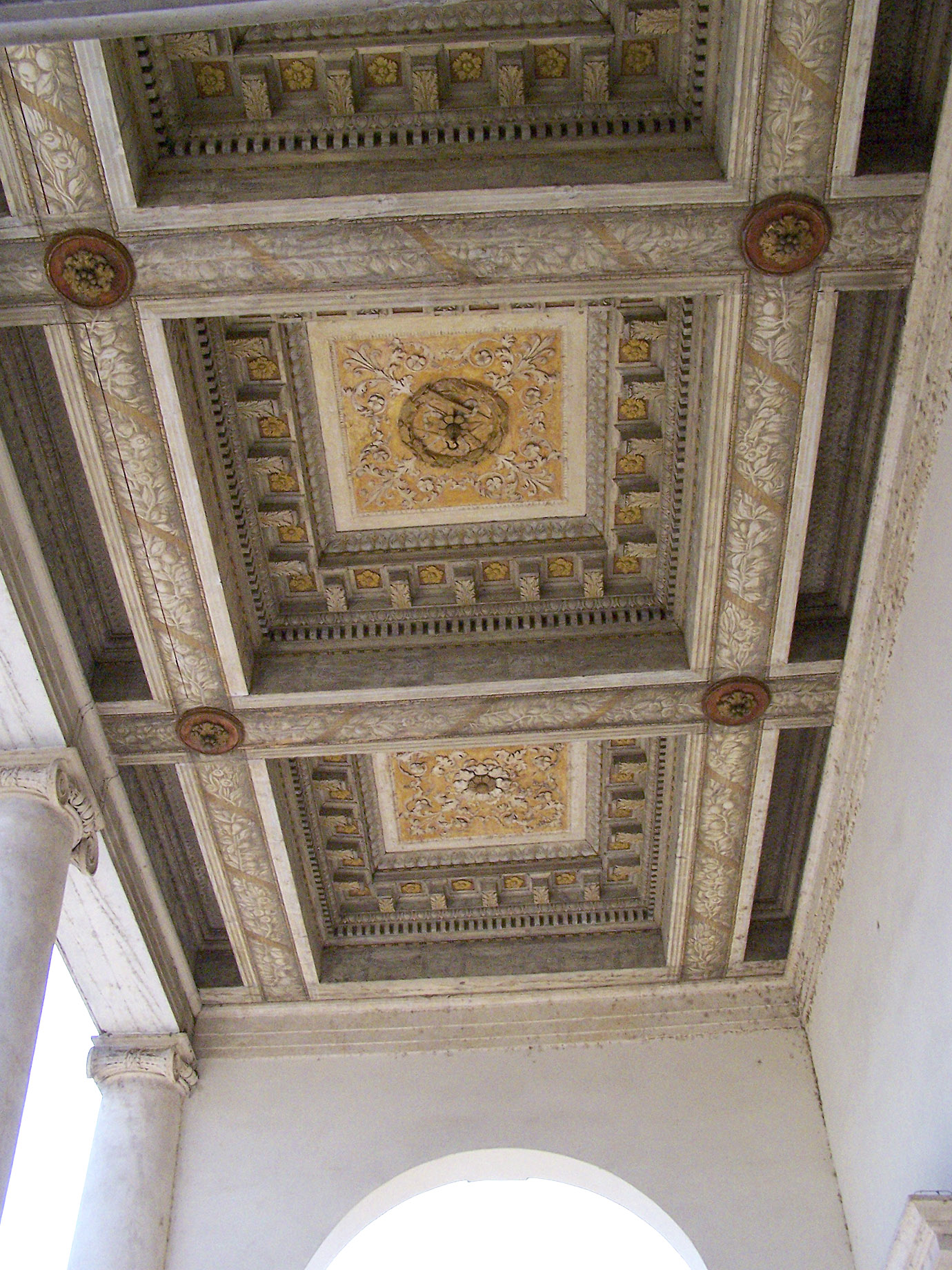
A nyitott loggia festett gerendái
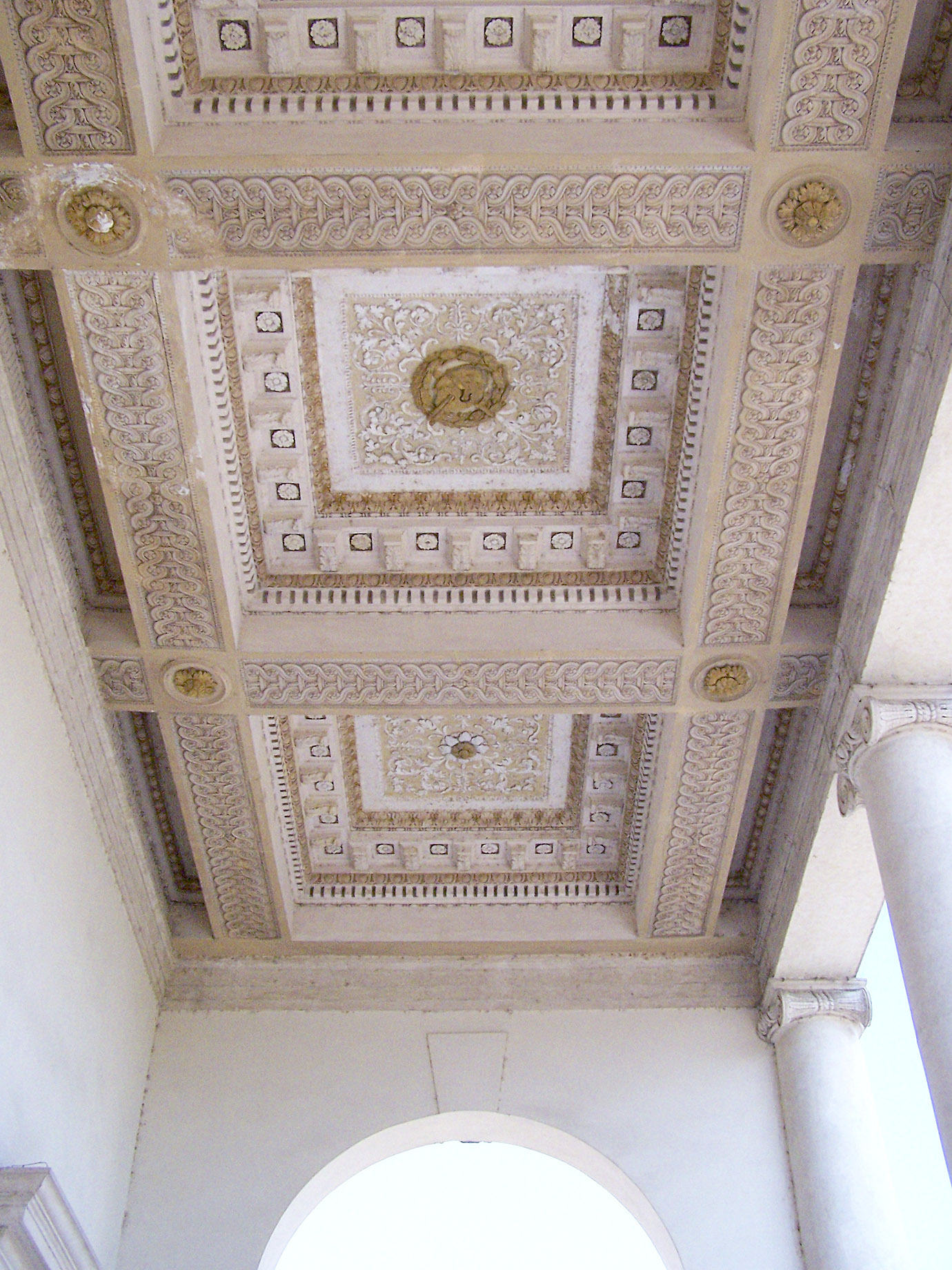
És a másik oldalon

## Külső hivatkozás
- greatbuildings.com
- cisapalladio.org